# ATP Challenger Constanța
Das ATP Challenger Constanța (offiziell: Mamaia Challenger) war ein Tennisturnier, das von 2006 bis 2009 jährlich in Constanța, Rumänien stattfand. Es gehörte zur ATP Challenger Tour und wurde im Freien auf Sand gespielt. Das Turnier wurde 2010 wegen finanzieller Probleme eingestellt. Konstantinos Economidis ist mit je einem Titel in Einzel und Doppel Rekordsieger des Turniers.

## Liste der Sieger

### Einzel
| Jahr | Sieger                  | Finalgegner    | Ergebnis         |
| ---- | ----------------------- | -------------- | ---------------- |
| 2009 | Blaž Kavčič             | Julian Reister | 3:6, 6:3, 6:4    |
| 2008 | Nicolas Devilder        | Adrian Ungur   | 6:3, 6:75, 7:610 |
| 2007 | Sebastián Decoud        | Victor Crivoi  | 6:3, 6:3         |
| 2006 | Konstantinos Economidis | Adrian Ungur   | 6:4, 6:4         |

### Doppel
| Jahr | Sieger                                      | Finalgegner                  | Ergebnis  |
| ---- | ------------------------------------------- | ---------------------------- | --------- |
| 2009 | Adrián García David Marrero                 | Adrian Cruciat Florin Mergea | 7:65, 6:2 |
| 2008 | Florin Mergea Horia Tecău                   | Júlio Silva Simone Vagnozzi  | 6:4, 6:2  |
| 2007 | Marc Fornell Mestres Gabriel Trujillo Soler | Gabriel Moraru Horia Tecău   | 6:4, 6:4  |
| 2006 | Konstantinos Economidis Jean-Julien Rojer   | Florin Mergea Horia Tecău    | 7:61, 6:1 |